# ماتریکس بیدار می‌شود
ماتریکس بیدار می‌شود (به انگلیسی: The Matrix Awakens) یک بازی ویدیویی جهان‌باز و نمایش فناوری در سال ۲۰۲۱ است که توسط اپیک گیمز با استفاده از آنریل انجین ۵ با همکاری برادران وارنر، کوالیشن، وتااف‌اکس، ایول آی پیکچرز و سایداف‌اکس و دیگران برای پلی‌استیشن ۵ و اکس‌باکس سری اکس و سری اس، که به‌عنوان بخش بازاریابی برای فیلم ۲۰۲۱ رستاخیزهای ماتریکس عمل می‌کنند، توسعه یافته‌است. این بازی که در جریان جوایز بازی ۲۰۲۱ در ۹ دسامبر ۲۰۲۱ منتشر شد، شامل ترینیتی (کری-آن ماس)، نئو (کیانو ریوز) (هم در شخصیت و هم به عنوان خودشان) در صحنه‌های سینمایی و شوتر رویداد فوری است که بازیکن می‌تواند کنترل را در دست بگیرد، شخصیتی که اپیک با ابزار سازندهٔ متاانسان آنریل معرفی کرد.
این دمو توسط لانا واچوفسکی کارگردان رستاخیزها نوشته و کارگردانی شد و بسیاری از اعضای تیمی که روی سه فیلم اول ماتریکس کار کردند در این پروژه شرکت کردند که به صورت رایگان برای دو پلتفرم در دسترس قرار گرفت.

## بازخورد
ونچربیت عقیده داشت که این نمایش فناوری «نشانه‌ای است که اپیک می‌خواهد متاورس خود را توسعه دهد»، در حالی که یوروگیمر اظهار داشت که بازی با استفاده از فناوری تی‌اس‌آر با وضوح فوق‌العاده موقت برای موارد فرعی، «۴کی مناسب» در پلی‌استیشن ۵ و سری اکس اکس‌باکس به نظر می‌رسد. ارز تکنیکا رندر بومی جلوه‌های ذرات نمایشی، ردیابی پرتو و روشنایی، و محدوده فاصله کشش آن را ستایش کرد.